# Николоваганьковский переулок
Николовага́ньковский переу́лок — небольшая улица в центре Москвы на Пресне между Большим и Средним Трёхгорными переулками.

## Происхождение названия
Название получил по церкви Николая Чудотворца, что в Новом Ваганькове (Николоваганьковский храм).

## Описание
Николоваганьковский переулок проходит от Большого Трёхгорного на восток параллельно Нововаганьковскому до Среднего Трёхгорного, к которому примыкает напротив церкви Николая Чудотворца, по которому и назван. Домов по переулку не числится.